# مطار أرزنجان
مطار أرزنجان (بالتركية: Erzincan Havalimanı)‏ هو مطار يقع في أرزنجان، تركيا.

## شركات الطيران

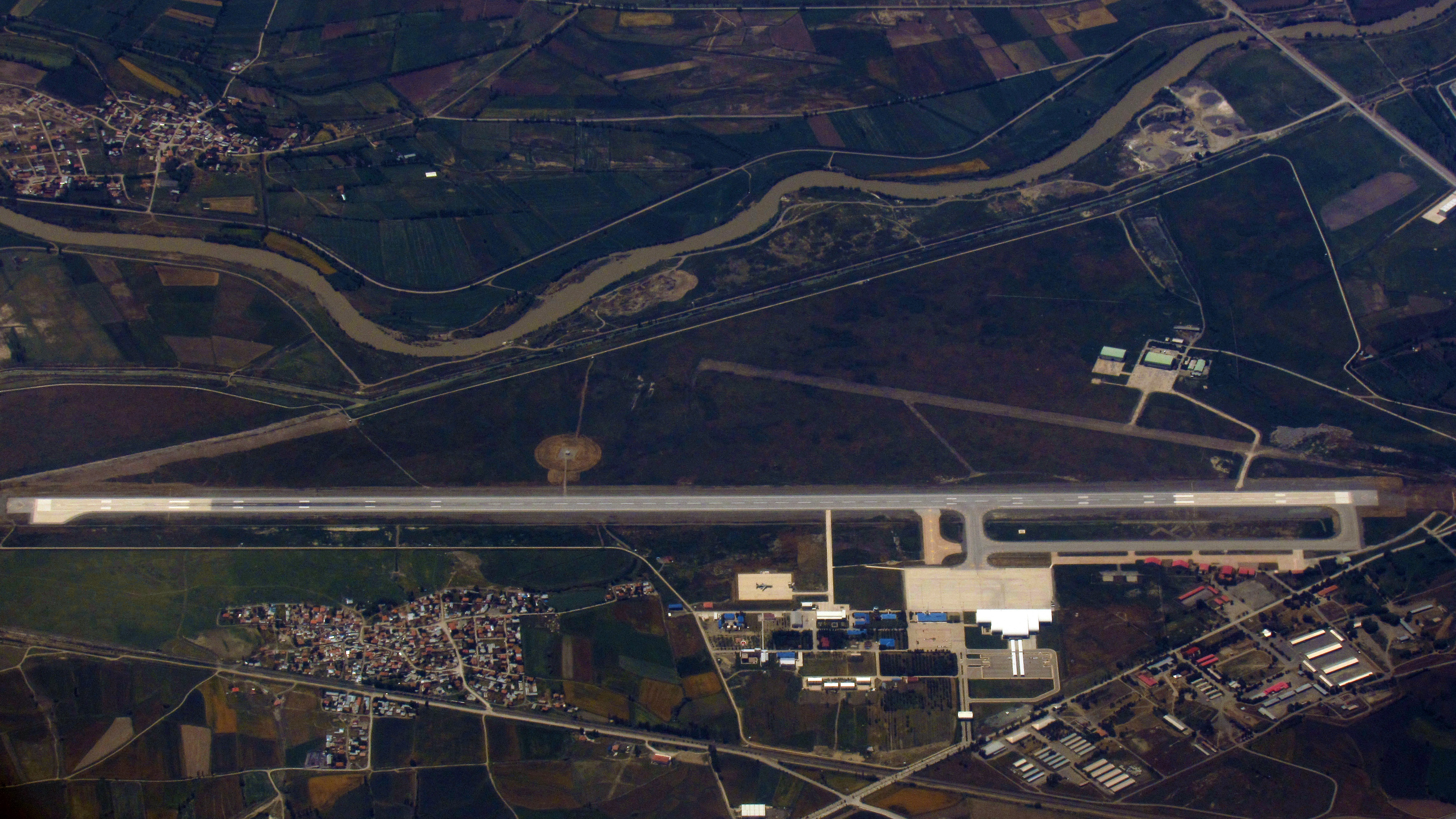
صورة جوية لمطار ارزينجان في تركيا.

| شركـات طيـران         | الوجهات                                       |
| --------------------- | --------------------------------------------- |
| الأناضول جت           | مطار إيسنبوغا الدولي، مطار صبيحة كوكجن الدولي |
| خطوط بيغاسوس          | مطار صبيحة كوكجن الدولي                       |
| الخطوط الجوية التركية | مطار إسطنبول الدولي                           |